# Bidzina Ivanisjvili
Bidzina Ivanisjvili (Georgisch: ბიძინა ივანიშვილი) (Tsjorvila, 18 februari 1956) is een Georgisch zakenman, multimiljardair en politicus voor Georgische Droom. Van 25 oktober 2012 tot 20 november 2013 was hij premier van Georgië.

## Levensloop
Hij werd geboren in het Georgisch dorp Tsjorvila, vlak bij Satsjchere. Hij studeerde ingenieurswetenschappen en economie aan de Staatsuniversiteit van Tbilisi. In 1982 behaalde hij een Ph.D. in economie aan de Russische Staatsuniversiteit van spoorwegtechnologie van Moskou. Hij ging in zaken met de verkoop van computer- en communicatieapparatuur. Nadien wierp hij zich in de metaalhandel en de bankwereld. Ivanisjvili bouwde een zakenimperium wat hem een geschat vermogen van 6,4 miljard Amerikaanse dollar opleverde.
Ivanisjvili had een dubbel staatsburgerschap van zowel de Russische Federatie als Georgië. Hij verwierf bovendien ook de Franse nationaliteit. Hij verloor evenwel hierdoor zijn Georgisch burgerschap in oktober 2011. In dat jaar ging Ivanisjvili de Georgische politiek in en daagde hij de zittende macht van president Micheil Saakasjvili en zijn partij Verenigde Nationale Beweging uit.

## Georgische Droom
In 2011 richtte Ivanisjvili de burgerbeweging Georgische Droom op, die in april 2012 formeel een politieke partij werd die deelnam aan de Georgische parlementsverkiezingen van 2012. Deze partij behaalde met zijn coalitiepartners een absolute meerderheid van 85 van de 150 zetels in het parlement. Hij leverde zijn Russische en Franse nationaliteit in, en kon zo zijn Georgische nationaliteit terugkrijgen. Dit liet hem toe zelf een mandaat op te nemen.
Hij werd premier van de nieuwe regering van Georgische Droom en nam een aantal vertrouwelingen mee uit zijn zakenimperium, waaronder de jonge Irakli Garibasjvili en Giorgi Kvirikasjvili. Na de verkiezing van Giorgi Margvelasjvili namens de Georgische Droom als president van Georgië bij de presidentsverkiezingen van 2013 trad Ivanisjvili terug als premier. Hij werd opgevolgd door Garibasjvili.
Op de achtergrond bleef Ivanishvili een grote invloed op Georgische Droom en de politiek in Georgië houden. Op 30 december 2023 kondigde hij zijn terugkeer aan in de Georgische politiek in aanloop naar de parlementsverkiezingen van 2024. Hij werd op dat moment tot ere-voorzitter van Georgische Droom benoemd. Voor deze verkiezing was Ivanisjvili lijsttrekker van de verkiezingslijst voor Georgische Droom en was hij prominent aanwezig in de verkiezingscampagne. Twee weken na de inzegening van het parlement liet hij zijn parlementsmandaat intrekken.